# パレルモのベネデット
パレルモのベネデット（Benedetto di Palermo, 1526年 - 1589年4月4日）は、カトリック教会・ルーテル教会で崇敬されるイタリアの聖人。モーロ（人）のベネデット（ベネデット・イル・モーロ、Benedetto il Moro）とも呼ばれ、黒人の聖人とされるが、モーロ人ではなくエチオピアの血を引いている。日本においては（英語などに由来して）聖ベネディクトなどとも称される。生地はシチリアのサン・フラテッロである。